# Sphinx (Rumænien)
Sfinxen (rumænsk: Sfinxul) er en naturlig klippeformation i Bucegi Naturpark, som ligger i Bucegi-bjergene i Rumænien . Den ligger i en højde af 2.216 moh. inden for Babele- komplekset af klippeformationer.
Det første billede af den store Bucegi Sphinx blev sandsynligvis taget omkring år 1900. Dette fotografi blev taget forfra, og ikke fra siden, som det normalt ses ud på moderne billeder. Den fik først sit kaldenavn, der refererer til den store sfinks i Giza, i år 1936. Billedet af sfinxen vises, når klippen, der har en højde på 8 m og en bredde på 12 m, observeres fra en bestemt vinkel. Megalitten har sit klareste omrids den 21. november, på det tidspunkt, hvor solen går ned.

## I rumænsk film
Sfinxen ses i filmen Dacii fra 1967, hvor den er et offersted til guden Zalmoxis. Den spiller også en væsentlig rolle i filmen Burebista fra 1980, hvor den sidestilles med den eponyme gamle Dacia-konge og den rumænske identitets evighed.